# Большое Молочное (озеро)
Большое Молочное (фин. Helkalanjärvi) — пресноводное озеро на территории Каменногорского городского поселения Выборгского района Ленинградской области.

## Общие сведения
Площадь озера — 1,3 км², площадь водосборного бассейна — 17,1 км². Располагается на высоте 9 метров над уровнем моря.
Форма озера лопастная, продолговатая: оно вытянуто с севера на юг. Берега изрезанные, преимущественно заболоченные.
С севера в озеро впадает ручей, вытекающий из озера Утиного. Из южной оконечности Большого Молочного вытекает протока, впадающая в озеро Большое Лесное, из которого, в свою очередь, также вытекает протока, впадающая в озеро Соколиное, через которое протекает река Талинйоки, впадающая в реку Перовку. Перовка впадает в озеро Краснохолмское, из которого берёт начало река Суоккаанвирта, впадающая в Новинский залив, являющийся частью системы Сайменского канала, выходящего в Финский залив.
В озере расположены три заболоченных острова различной площади: Вуотсаари (фин. Vuotsaari), Ниттюсаари (фин. Niittysaari) и Тупаккасаари (фин. Tupakkasaari).
Вдоль восточного берега озера проходит линия железной дороги Выборг — Хийтола.
Населённые пункты вблизи водоёма отсутствуют.
Код объекта в государственном водном реестре — 01040300511102000009698.